# Louis-Henri de Rudder
Pour les articles homonymes, voir Rudder.
Louis-Henri de Rudder, né le 17 octobre 1807 à Paris, et mort dans la même ville le 11 août 1881, est un peintre et lithographe français.

## Biographie

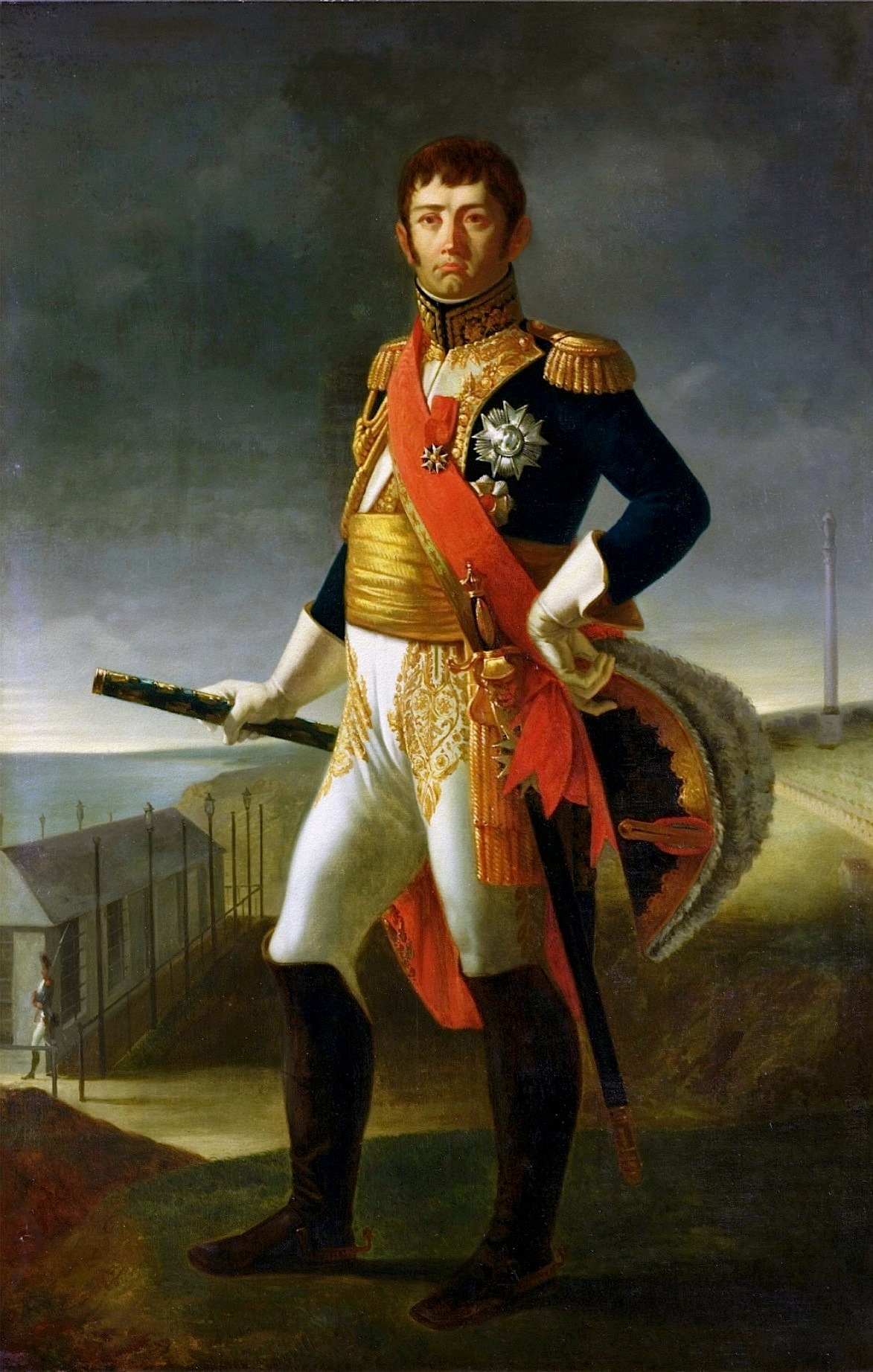
Louis-Henri de Rudder d'après Jean Broc, Jean-de-Dieu Soult, duc de Dalmatie, maréchal de France (1769-1851), château de Versailles.

Louis-Henri de Rudder entre le 27 novembre 1827 à l'École des beaux-arts de Paris où il est l'élève d'Antoine-Jean Gros et de Nicolas-Toussaint Charlet.
Peintre d'histoire, peintre de genre et portraitiste, il débute au Salon de 1834 et obtient une médaille de 3e classe au Salon de 1840, et de 2e classe à celui de 1848.
Il voyage aux États-Unis où il débarque à New York le 19 juillet 1871. D'après Bellier et Auvray, il a réalisé une vingtaine de plafonds de grandes dimensions et de panneaux décoratifs aux États-Unis.
En 1842, il réalise des lithographies pour les Voyages dans l'Inde du prince Alexis Soltykoff qui comptent une quarantaine de planches.
Louis-Henri de Rudder réalise trois cents planches pour une réédition des Leçons d'anatomie comparée de Georges Cuvier.
Louis-Maurice Boutet de Monvel, après avoir réussi son baccalauréat, a passé une année dans l'atelier de Louis-Henri de Rudder avant d'entrer à l'École des beaux-arts de Paris au début de 1870.

## Œuvres dans les collections publiques
- Versailles, château de Versailles : Jean-de-Dieu Soult, duc de Dalmatie, maréchal de France (1769-1851), d'après Jean Broc, huile sur toile[4].

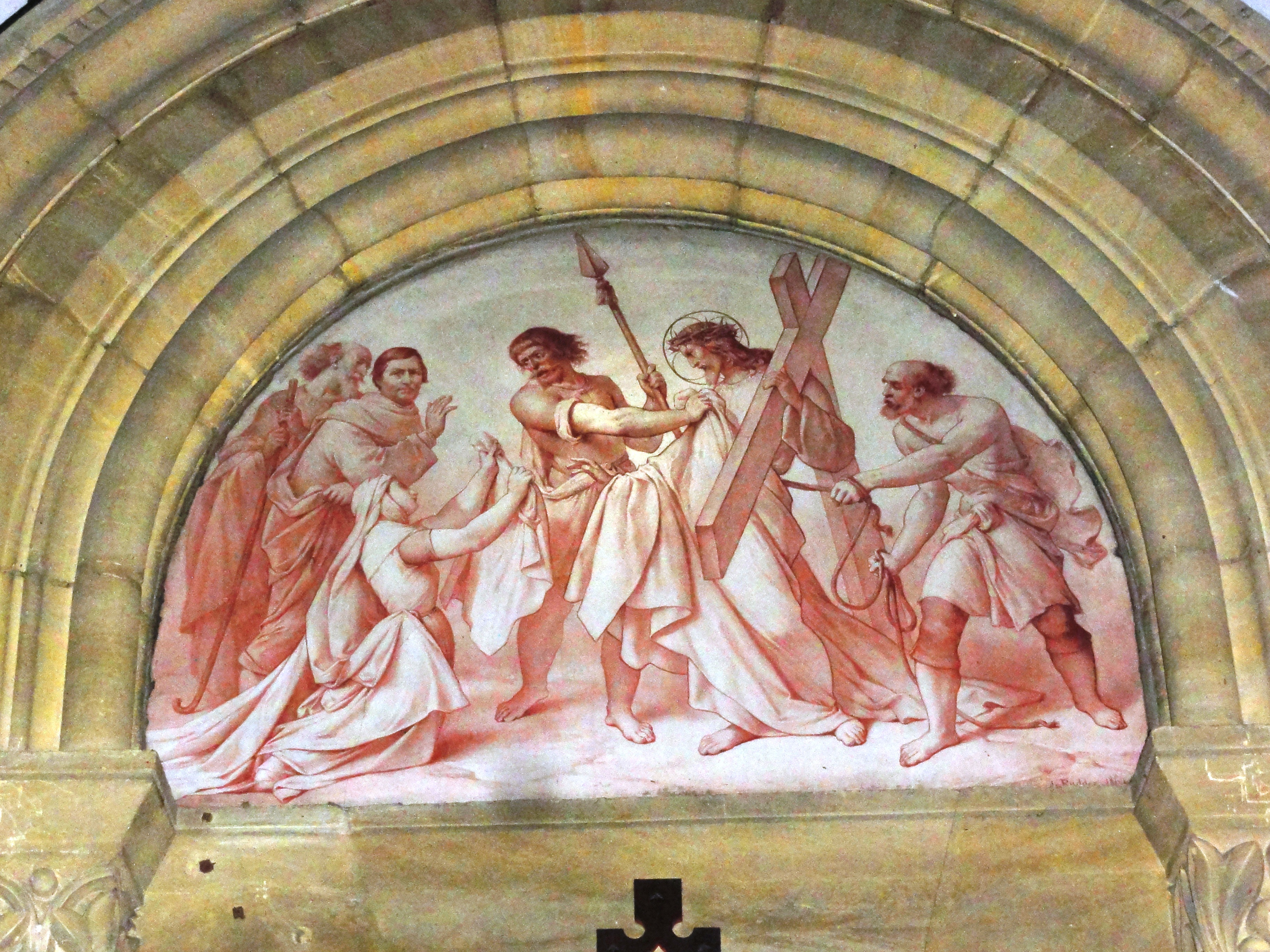
Le chemin de croix de l'église Saint-Rémi de Charleville-Mézières.

## Œuvres exposées au Salon
- 1834 : Des Enfants profitent du sommeil d'un garde-chasse pour lui enlever son gibier.
- 1835 : Mort de Jehan d'Armagnac en 1473.
- 1836 : Claude Larcher.
- 1837 : Claude Frollo ; Charles II et Alice Lee ; L'Enfant et le maître d'école ; Gringoire à la Bastille devant Louis XI.
- 1838 : Marmion.
- 1839 : Hamlet, Les lansquenets.
- 1840 : Saint Augustin évêque d'Hippone.
- 1841 : Le Christ, dessin à la sanguine.
- 1842 : Saint Georges rendant grâces à Dieu après sa victoire ; Portrait en pied du roi.
- 1843 : Les jeunes Artistes, dessin à la sanguine.
- 1844 : La Mission divine.
- 1845 : Tête de Christ, dessin à la sanguine.
- 1848 : Proscrits des Cévennes ; Femme au bain, dessin à la sanguine.
- 1850 : Baigneuses.
- 1855 : Le Christ couronné d'épines.
- 1857 : Le Pardon, Les Étoiles, dessin, Tête de nègre, lithographie.
- 1859 : L'Écho du ravin.
- 1861 : Mater Dolorosa ; Nicolas Flamel, alchimiste du XVe siècle.
- 1863 : Le Christ au jardin des oliviers ; Saint Jean, grisaille.
- 1864 : Bergers des Abruzzes.
- 1865 : Ecce Homo.
- 1866 : Une Avenue dans le bois de Couvron, près Crépy-en-Laonnois ; Au Pas-Bréau, près de Chailly.
- 1867 : La Muse, dessin à la sanguine.
- 1868 : Soirée d'automne, paysage,  Condottieri, paysage.
- 1869 : Poésie et matérialisme, la Muse outragée quitte ce monde ; Dans les bois de Couvron (Aisne) ; Lamartine sur son lit de mort, dessin.
- 1870 : Judas, carton à la sanguine.
- 1875 : Mandolinata, Un escalier.
- 1876 : Une Pieuvre à l'affut.
- 1877 : Tête de jeune homme, Au bord du douet Drochon à Beuzenval (Seine-et-Oise).
- 1880 : Étude de femme, sanguine.